# Armin Falk
Armin Falk (Bergisch Gladbach, 18 gennaio 1968) è un economista tedesco.

## Biografia
Falk ha studiato economia, filosofia e storia presso l'Università di Colonia. Nel 1988 ha conseguito un dottorato sul tema "Reciprocity and Wage Formation", da Ernst Fehr presso l'Università di Zurigo, dove ha ottenuto l'abilitazione nel 2003.
Falk è professore di economia e direttore del Behavior and Inequality Research Institute (briq) e del Laboratorio per la ricerca economica esperimentale; membro dell'associazione Max Planck; direttore del programma per l'Istituzione IZA; fellow del Centre for Economic Policy Research (CEPR) e del Centers for Economic Studies (CESifo).

## Ricerca
L'obiettivo generale della ricerca di Falk è una migliore fondazione empirica del modello di comportamento economico. Le ricerche di Falk mostrano che il comportamento umano è solo parzialmente razionale: esso è orientato dall‘interesse personale e da altri fattori, come le prefenze sociali (per esempio correttezza e fiducia).
Le ricerche di Falk sono interdisciplinari: si avvalgono di conoscenze della ricerca economica, della psicologia sociale, della genetica e delle neuroscienze.
Falk si occupa di analisi delle preferenze economiche e degli aspetti psicologici del mercato di lavoro. Dalle sue ricerche risulta che accanto agli aspetti materiali, specialmente nel mercato di lavoro, le preferenze sociali, il confronto sociale, la correttezza, la fiducia, il riconoscimento sociale e la motivazione intrinseca sono cruciali per il rapporto di lavoro, per il funzionamento delle organizzazioni e per il mercato del lavoro.

## Premi
- Preis des Instituts für Empirische Wirtschaftsforschung der Universität Zürich für die beste Publikation eines Ökonomen unter 35 (1999)
- CESifo Prize in Public Economics (2004)
- John T. Dunlop Outstanding Scholar Award der Labor and Employment Relations Association (2006)
- Fellow der European Economic Association (2007)
- Gossen-Preis des Vereins für Socialpolitik (2008)
- Gottfried Wilhelm Leibniz-Preis der Deutschen Forschungsgemeinschaft (2009)
- Nordrhein-Westfälische Akademie der Wissenschaften und der Künste (2009)
- Nationale Akademie der Wissenschaften, Leopoldina (2009)[1]
- Europäische Akademie der Wissenschaften und Künste (2010)
- Yrjö-Jahnsson-Preis (2011)[2]